# The Northern Pikes
The Northern Pikes (рус. Серые щуки) — канадская рок-группа. Создана в 1984 году в Саскатуне провинции Саскачеван. Первоначальными членами были Джей Семко (вокал, бас-гитара), Брайн Потвин (гитара), Мёрл Брик (вокал, гитара), а также Гленн Холлингсхед, покинувший группу в 1985 году и заменённый в 1986 году Доном Шмидом (ударные).
Группа проявляла бурную деятельность до 1993 года и возобновила гастроли и записи альбомов с 1999 года.
The Northern Pikes была стала членом Зала славы канадской музыки 30 декабря 2012 года в Реджайне и выступила на церемонии.
В январе 2016 года группа отметила тридцатидвухлетие со дня основания.

## История
The Northern Pikes самостоятельно выпустили два мини-альбома «The Northern Pikes» (1984) и «Scene in North America» (1985) до того как в 1986 году стали выступать под лейблом Virgin Records. Также они записали песню для сборника Saskatchewan After Dark, включившего творчество исполнителей-уроженцев Саскачевана, выпущенного при финансовой поддержке правительства провинции.
Их первый альбом под лейблом Virgin, «Big Blue Sky», включал сочинённую Семко песню «Teenland», ставшую их первым музыкальным хитом. В следующем альбоме «Secrets of the Alibi» три песни стали хитами — «Wait for Me», «Let's Pretend» & «Hopes Go Astray».
В 1990 году «Snow in June» стал их самым продаваемым альбом в США и Канаде. Ведущий сингл альбома «She Ain't Pretty» написанный Потвином стал крупнейших хитом группы. А новаторский музыкальный видеоклип на эту песню был показан на музыкальном телеканале MuchMusic и номинировался на музыкальную премию «Джуно». В общей сложности The Northern Pikes пять раз выступали номинантами на премию.
В 1992 году был выпущен альбом «Neptune», где крупнейшим хитом стала песня «Believe» написанная Потвинем. После гастролей в поддержку альбома, в июле 1993 года группа объявили о прекращении своего существования.
В 1999 году с подачи Virgin Records был выпущен сборник лучших песен и хитов группы «Hits и ассорти Тайны 1984-1993». Участники решили провести короткий промо-тур после выхода сборника, но почувствовали, что вместе быть лучше и решили продолжить выступления. С тех пор они выпустили три альбома, включая «Truest Inspiration» (2001) и «It's a Good Life» (2003), как и концертный альбом «Live» (2000).
В 2005 году The Northern Pikes выступили вместе с Лесом Страудом. В 2005—2006 годы группа провела несколько совместных концертных выступлений. Итогом этого сотрудничества стал мини-альбом под заголовком «Long Walk Home» и включивший шесть песен, релиз которого состоялся весной 2007 года. Альбом был выпущен от имени Les Stroud & The Pikes.

## Дискография

### Синглы
| Дата релиза   | Название                          | Место в чарте    | Место в чарте     | Альбом               |
| Дата релиза   | Название                          | Canadian Hot 100 | Billboard Hot 100 | Альбом               |
| ------------- | --------------------------------- | ---------------- | ----------------- | -------------------- |
| June 1987     | "Teenland" (Semko)                | 29               | —                 | Big Blue Sky         |
| October 1987  | "Things I Do For Money" (Semko)   | 85               | —                 | Big Blue Sky         |
| January 1988  | "Dancing In A Dance Club" (Semko) | —                | —                 | Big Blue Sky         |
| August 1988   | "Wait For Me" (Semko)             | 58               | —                 | Secrets of the Alibi |
| November 1988 | "Hopes Go Astray" (Potvin)        | 45               | —                 | Secrets of the Alibi |
| April 1989    | "Let's Pretend" (Semko)           | 66               | —                 | Secrets of the Alibi |
| May 1990      | "She Ain't Pretty" (Potvin)       | 6                | 86                | Snow in June         |
| August 1990   | "Girl With A Problem" (Semko)     | 8                | —                 | Snow in June         |
| November 1990 | "Kiss Me You Fool" (Bryck/Semko)  | 12               | —                 | Snow in June         |
| March 1991    | "Dream Away" (Potvin)             | 47               | —                 | Snow in June         |
| October 1992  | "Twister" (Semko/Potvin)          | 25               | —                 | Neptune              |
| February 1993 | "Believe" (Potvin)                | 17               | —                 | Neptune              |
| April 1993    | "Worlds Away" (Semko)             | 40               | —                 | Neptune              |
| 2001          | "Echo Off The Beach" (Potvin)     | —                | —                 | Truest Inspiration   |
| 2001          | "Colour Into Colour" (Bryck)      | —                | —                 | Truest Inspiration   |
| 2003          | "It's A Good Life" (Semko)        | —                | —                 | It's a Good Life     |
| 2003          | "Underwater" (Bryck)              | —                | —                 | It's a Good Life     |

### Альбомы

#### Самостоятельно изданные мини-альбомы
- 1984 — The Northern Pikes
- 1985 — Scene in North America

#### Совместные альбомы
- 2007 — Les Stroud & The Pikes: Long Walk Home

#### Студийные альбомы
- 1987 — Big Blue Sky[англ.]
- 1988 — Secrets of the Alibi[англ.]
- 1990 — Snow in June[англ.]
- 1992 — Neptune[англ.]
- 2001 — Truest Inspiration[англ.]
- 2003 — It's a Good Life[англ.]

#### Концертные альбомы
- 1993 — Gig[англ.]
- 2000 — Live[англ.]

### Сборники
- 1999 — Hits and Assorted Secrets 1984-1993[англ.]
- 2007 — Platinum

### Коллективные сборники
- 1985 — Saskatchewan After Dark (песня "Working in My Head")